# Grenada (Mississippi)
In Grenada befindet sich der Verwaltungssitz des gleichnamigen Countys im Zentrum des nördlichen Mississippi. Das U.S. Census Bureau hat bei der Volkszählung 2020 eine Einwohnerzahl von 12.700 ermittelt.
Die Stadt befindet sich am Südufer des Yalobusha River unweit des Grenada Lake. Dieser Stausee wurde vom US Army Corps of Engineers errichtet.
Im Jahre 1830 wurde durch die im Zuge des Indian Removal Act erfolgte gewaltsame Vertreibung der Choctaw der größte Teil des Gebietes für die Besiedlung aus Europa freigegeben. Im Jahre 1836 wurde auf diesem Land die Stadt Grenada gegründet.
Beim United States Census 2000 wies Grenada eine Bevölkerungszahl von 14.879 Einwohnern auf. Davon waren 49,28 % Weiße, 49,34 % Afroamerikaner, 0,16 % Indianer, 0,50 % Asiatische Amerikaner, 0,02 % Pazifische Insulaner, 0,12 % Angehörige anderer Rassen und 0,56 % Angehörige mehrerer Rassen. 0,70 % waren Hispanics oder Latinos aller Rassen.

## Söhne und Töchter der Stadt
- Joseph D. Sayers (1841–1929), Politiker
- Jacob Buehler Snider (1886–1966), Politiker
- Walter Davis (1912–1963), Blues-Musiker
- William Winter (1923–2020), Politiker, Gouverneur des Bundesstaates Mississippi
- John Marascalco (1931–2020), Songwriter
- Frank Wright (1935–1990), Jazzmusiker
- Magic Sam (1937–1969), Blues-Gitarrist und -Sänger
- Trent Lott (* 1941), Politiker und Senator